# Вільям Велд
Вільям Флойд Велд (англ. William Floyd Weld; нар. 31 липня 1945, Смітстаун, Нью-Йорк) — американський політик-республіканець. Він був губернатором штату Массачусетс з 1991 по 1997 роки.
Навчався у Гарвардському університеті. З 1981 по 1986 рік працював у Міністерстві юстиції. У 1996 році він був кандидатом Республіканської партії до Сенату США, але зазнав поразки від чинного сенатора-демократа Джона Керрі.